# SELENE
SELENE fu una missione spaziale giapponese diretta verso la Luna, lanciata il 12 settembre 2007. L'acronimo SELENE sta per Selenological and Engineering Explorer (che potrebbe essere tradotto in italiano con la locuzione "missione per lo studio della geologia della Luna e per la prova di nuove tecnologie ingegneristiche"). Come è tradizione dell'Agenzia spaziale nipponica il nome della sonda è stato cambiato in vista del lancio, previsto per luglio 2007 ma poi rimandato al 14 settembre. La sonda è stata ribattezzata Kaguya, dal racconto della vicenda della principessa lunare Kaguya Hime. La sonda è costituita da tre unità: l'orbiter principale, un piccolo satellite per le comunicazioni e un piccolo satellite per misurazione interferometriche.
La missione è terminata il 10 giugno 2009 quando la sonda è precipitata sulla Luna, come previsto.

## Panoramica della missione

### Lancio

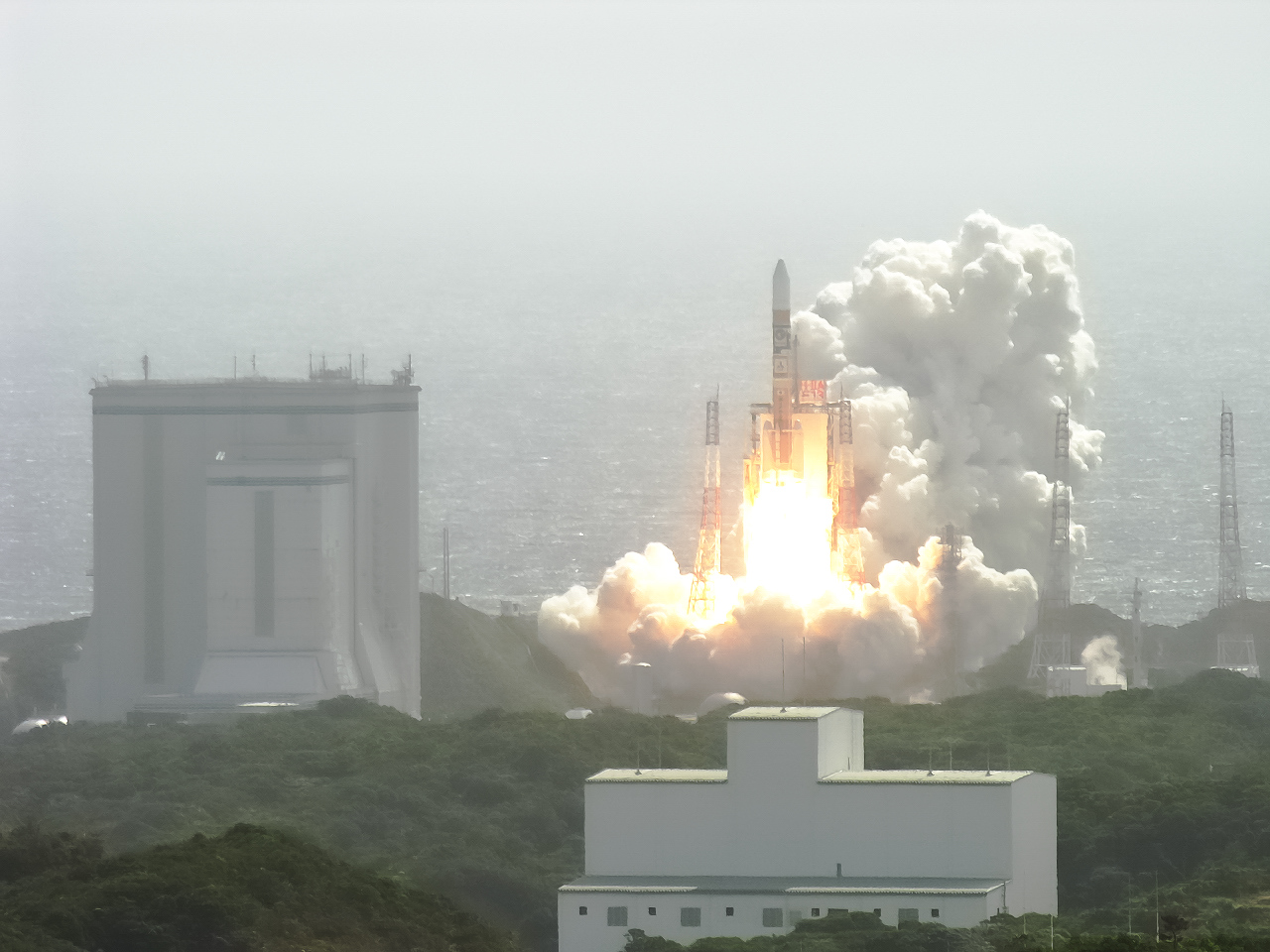
Lancio del vettore H-IIA F13 che ha trasportato SELENE in orbita.

Il lancio della sonda SELENE è avvenuto tramite un vettore H-IIA dal centro spaziale di Tanegashima verso un'orbita di parcheggio geocentrica di 281,55 km di perigeo e 232.960 km di apogeo. Il lancio inizialmente previsto per il 1º luglio 2007, è stato rinviato al 12 settembre in seguito all'individuazione di un malfunzionamento a bordo dei due satelliti minori. La sonda è stata lanciata alle 01:31:01 del 12 settembre 2007 UTC dopo che i componenti causa del malfunzionamento sono stati sostituiti. La massa a secco (in assenza di carburante) è di 1.984 kg, la massa totale al lancio è stata di 3.020 kg.

### Vita operativa
La Luna è stata raggiunta 5 giorni dopo il lancio e il 3 ottobre Kaguya si è posizionata su un'orbita polare, avente un periasse iniziale di 120 km ed un apoasse di 11.741  km. Il 9 ottobre, il satellite di collegamento è stato rilasciato su un'orbita con un periasse di 100 km ed un apoasse di 2.400 km, ed il 12 il VLBI su un'orbita con un periasse di 100 km ed un apoasse di 800 km. L'orbiter principale si è spostato il 19 ottobre sull'orbita nominale, circolare e con un'altezza di 100 km.
Dopo aver dispiegato correttamente il magnetometro (Lunar Magnetometer), il radar (Lunar Radar Sounder) e lo strumento per la raccolta di immagini dell'alta atmosfera della Terra e della nube di plasma che circonda il pianeta (Upper Atmosphere and Plasma Imager) il 31 ottobre, il 21 dicembre l'Agenzia spaziale giapponese ha avviato le attività scientifiche della missione.
La vita operativa prevista, della durata di un anno, si è conclusa nell'ottobre del 2008. È stata quindi finanziata un'estensione della missione. Durante questa seconda fase, l'orbita è rimasta invariata fino al 1º febbraio 2009, quando in previsione anche della conclusione della missione e in conseguenza della degradazione delle ruote di reazione, si è scelto di ridurre l'altezza dell'orbita a 50 ± 20 km. Se non si fosse verificato tale danneggiamento, il piano per gli ultimi mesi della missione prevedeva che dal marzo del 2009 Kaguya sarebbe stata spostata su un'orbita circolare di 50 km d'altezza e successivamente su un'orbita ellittica di 20 km di periasse e 100 km di apoasse, che avrebbe permesso di raccogliere immagini ad alta risoluzione della superficie lunare fino all'agosto del 2009, quando la sonda avrebbe concluso la propria vita operativa con un impatto controllato sulla superficie lunare.

### Fine della missione
La missione è terminata alle 18:25 del 10 giugno 2009 (GMT) quando la sonda è precipitata sulla faccia visibile della Luna alla longitudine di 80,4° Est ed alla latitudine di 65,5° Sud in prossimità del cratere Gill, come previsto. Una debole immagine dell'impatto è stata registrata dall'Anglo-Australian Observatory in Australia. Sono state previste campagne di osservazione per l'individuazione del cratere prodotto, il cui diametro è stato stimato essere compreso tra i 5 ed i 10 m.

## La sonda

### Prospetto
La sonda si compone di tre unità. La fase di navigazione è affidata all'orbiter principale, che rilascerà due piccoli satelliti dopo l'inserzione in orbita lunare. Le altre due unità sono un piccolo satellite per le comunicazioni (Rstar o Okina) e il satellite per le misurazioni interferometriche VRAD (Vstar o Ouna). Entrambi sono prismi ottagonali. Il satellite di collegamento è utilizzato per le comunicazioni tra l'orbiter e le basi a terra. Il satellite VRAD sarà utilizzato per ottenere misurazioni di precisione della posizione e della precessione della Luna, utilizzando tecniche interferometriche.
|                       | Orbiter principale                                  | Rstar                            | VRAD (o Vstar)                   |
| --------------------- | --------------------------------------------------- | -------------------------------- | -------------------------------- |
| Denominazione         | Kaguya                                              | Okina                            | Ouna                             |
| Massa                 | 3 tons (al lancio, inclusi i due piccoli satelliti) | 50 kg                            | 50 kg                            |
| Dimensioni            | 2,1 x 2,1 x 4,8 m                                   | 1,0 x 1,0 x 0,65 m               | 1,0 x 1,0 x 0,65 m               |
| Modalità di controllo | Stabilizzazione a tre rotori (attiva)               | Stabilizzazione a spin (passiva) | Stabilizzazione a spin (passiva) |
| Potenza               | 3,5 kW (Max.)                                       | 70 W                             | 70 W                             |
| Orbita di missione    | circolare (100 km)                                  | ellittica (100 km x 2400 km)     | ellittica (100 km x 800 km)      |
| Inclinazione          | 90°                                                 | 90°                              | 90°                              |

### Strumentazione scientifica
Kaguya trasporta tredici strumenti scientifici, tra cui macchine fotografiche, una sonda radar, un altimetro laser, due spettrometri, rispettivamente, nei raggi X e nei raggi gamma.
Distribuzione degli elementi
- X-ray Spectrometer (XRS): spettrometro che analizza i raggi X emessi dalla superficie lunare, investita dalla radiazione solare, per identificarne la composizione.[17]
- Gamma Ray Spectrometer (GRS): spettrometro che analizza i raggi gamma emessi dalla superficie lunare, investita dal flusso dei raggi cosmici, per identificarne la composizione.[18]

Distribuzione dei minerali
- Multi band Imager (MI), con risoluzione di 562 m × 400 m per pixel
- Spectral Profiler (SP), con risoluzione di 20 m per pixel nel visibile e 62 m per pixel nell'infrarosso

Struttura superficiale e sub-superficiale
- Terrain Camera (TC): una fotocamera in grado di raccogliere immagini con risoluzione di 10 metri per pixel.[19]
- Lunar Radar Sounder (LRS): misura le strutture al di sotto della superficie fino ad una profondità di alcuni chilometri. Per farlo, può operare in due modalità, la prima, in modo attivo, inviando un segnale e ricevendone l'eco; la seconda, in modo passivo, ricevendo le onde di produzione naturale.[20]
- Laser Altimeter (LALT): misura la distanza della superficie dall'orbiter inviando un raggio laser e misurando il tempo di ritorno della luce riflessa.[20]

Ambiente
- Lunar Magnetometer (LMAG): magnetometro posto all'estremità di un'astra lunga 12 m per evitare interferenze prodotte dalla sonda stessa.[21]
- Charged Particle Spectrometer (CPS): si compone a sua volta di due sensori:
  - ARD, sviluppato per rivelare particelle alfa provenienti dalla superficie lunare ed emesse dal radon (Rn) e dal Polonio (Po).[22]
  - PS, sviluppato per caratterizzare l'ambiente intorno alla Luna in vista di un possibile ritorno dell'uomo. Lo strumento infatti rileva i raggi cosmici e la radiazione solare presente nello spazio intorno alla Luna.[22]
- Plasma energy Angle and Composition Experiment (PACE): lo strumento si compone di quattro sensori per la rilevazione degli ioni provenienti dalla superficie lunare. È il primo strumento posto in orbita attorno alla Luna per studiarne la tenue atmosfera recentemente individuata, composta prevalentemente da fotoni solari e da particelle del vento solare.[21][23]
- Radio science (RS): sviluppato per identificare, qualora esista, la ionosfera lunare, rilevando il cambiamento dei segnali radio nel suo attraversamento.[24]
- Upper-atmosphere and Plasma Imager (UPI): lo strumento si compone a sua volte di due telescopi:
  - un telescopio per l'osservazione nel profondo ultraviletto (Extreme Ultraviolet Telescope - TEX) per l'osservazione della nube di plasma che circonda la Terra; lo strumento rileva ioni di ossigeno ed elio con una risoluzione di 500 km.[25]
  - un telescopio nel visibile (TVIS), per osservare la distribuzione gliale delle aurore polari e degli airglow sul nostro pianeta; risoluzione di circa 30 km sulla superficie terrestre.[25]

Distribuzione del campo gravitazionale
- Four way Doppler measurements by Relay satellite and Main Orbiter transponder (RSAT): utilizzato, come lo strumento successivo, per migliorare la mappatura delle anomali gravitazionali della Luna. Durante l'esperimento, Rstar funge da elemento di collegamento tra la base di controllo di Usuda e Kaguya: la base a Terra invia un segnale alla sonda attraverso Rstar (Usuda-Rstar-Kaguya) e ne attende il ritorno, avendo predisposto che percorra lo stesso percorso nel verso opposto (Kaguya-Rstar-Usuda); dal confronto tra la frequenza del segnale di ritorno con quella del segnale inviato, la base di Usuda determina le variazioni subite dall'orbita di Kaguya e quindi le anomalie gravitazionali che le hanno determinate.[26]
- Differential VLBI Radio Source (VRAD). Seguendo con precisione l'orbita di Vstar e di Rstar dalla Terra, è possibile rilevare piccole variazioni nel campo gravitazionale lunare. Inoltre, predisponendo due o più stazioni di ascolto a terra, la ricezione dei segnali radio provenienti dai due mini-satelliti permette lo studio della ionosfera lunare, utilizzando lo stesso effetto alla base del funzionamento del Radio science.[26]

Immagini ad alta definizione
- High Definition Television (HDTV), due fotocamere con 3*CCD 2.2 megapixel, un grandangolo e una macchina per fare brevi riprese, presenti prevalentemente per il grande pubblico.[27]

## Principali risultati scientifici
Kaguya ha permesso di migliorare la mappatura della superficie lunare rispetto ai dati inviati a Terra dalle sonde che l'hanno preceduta, soprattutto riguardo alle anomalie gravitazionali del satellite. La mappa di tali anomalie è stata prodotta sfruttando l'effetto Doppler e misurando il disturbo introdotto dalle anomalie presenti al di sotto della superficie nell'orbita percorsa dalla sonda. Per migliorare lo studio del campo gravitazionale anche della faccia nascosta della Luna, è stato essenziale il piccolo satellite per le comunicazioni che ha permesso alla sonda di mantenere costantemente il contatto con la base a Terra. Le precedenti missioni, che avevano già fornito buone mappe delle anomalie gravitazionali presenti al di sotto della faccia visibile della Luna, non avevano potuto completare il loro compito proprio perché ogni volta che passavano dietro la Luna si interrompeva la comunicazione con la Terra.
Kaguya inoltre ha osservato nell'infrarosso il cratere Shackleton prossimo al polo Sud della Luna e sempre in ombra. La Terrain Camera ha rilevato una temperatura leggermente inferiore a 90 K per il fondo del cratere, senza tuttavia riuscire ad individuare del ghiaccio d'acqua. Poiché le condizioni di temperatura e pressione sono tali da poter sostenere la presenza di ghiaccio, gli studiosi ritengono che esso, qualora fosse presente, possa essere mescolato con il suolo.
Le misurazioni altimetriche di Kaguya hanno permesso di individuare i punti più alto e più basso della superficie lunare: la cresta di un cratere a 10.750 metri sulla superficie di riferimento e una zona del bacino Aitken a -9.060 metri, rispettivamente. Inoltre, la sonda ha permesso una nuova datazione dei mari lunari, riducendo la loro età a 2,5 miliardi di anni, rispetto alla precedente stima di 3 miliardi di anni.

## Nuova fase di esplorazione della Luna
SELENE è stata sviluppata all'interno di una nuova fase di esplorazione della Luna, sostenuta da un rinnovato interesse per il nostro satellite, e come prosecuzione delle attività spaziali giapponesi lunari, dopo la missione Hiten, lanciata nel 1990. L'agenzia spaziale giapponese l'ha definita come "la missione lunare più grande dalla conclusione delle missioni del Programma Apollo".
La Cina ha lanciato la sua prima missione per l'esplorazione lunare Chang'e 1 il 24 ottobre 2007, seguita il 22 ottobre 2008 dalla missione indiana Chandrayaan-1. Gli Stati Uniti hanno inviato nel giugno 2009 due sonde: il Lunar Reconnaissance Orbiter ed il Lunar Crater Observation and Sensing Satellite (LCROSS). Inoltre, la NASA, l'ESA e le agenzie spaziali di Russia, Giappone, Cina ed India hanno programmato varie missioni di esplorazione umana della Luna o la realizzazione di una base permanente sul satellite tra il 2018 ed il 2025.